# Coniopteryx sanana
Coniopteryx sanana är en insektsart som beskrevs av György Sziráki 1997. Coniopteryx sanana ingår i släktet Coniopteryx och familjen vaxsländor. Inga underarter finns listade i Catalogue of Life.